# تاتیانا بلان
تاتیانا بلان (انگلیسی: Tatyana Belan؛ زادهٔ ۱۰ نوامبر ۱۹۸۲) ژیمناست ریتمیک اهل بلاروس است.